# Solaropsis
Solaropsis is een geslacht van weekdieren uit de klasse van de Gastropoda (slakken).

## Soorten
- Solaropsis alcobacensis Salvador & Simone, 2015
- Solaropsis pellisserpentis (Gmelin, 1791)